# Laura Maiztegui
Laura Maiztegui (La Plata, 21 de septiembre de 1978), también conocida como la Melli, es una exjugadora de hockey sobre césped argentina que se desempeñó como delantera e integró la selección argentina conocida como Las Leonas. Obtuvo la medalla de plata en los Juegos Olímpicos de Sídney 2000 y fue campeona del Champions Trophy de 2001.
Junto a Las Leonas, ganó el Premio Olimpia de Oro en 2000 como la mejor deportista argentina del año. Maiztegui recibió ese año el Premio Revelación.
Jugó para el Club Santa Bárbara de La Plata. Su sobrenombre la Melli, proviene del hecho de tener una hermana melliza, Verónica, también jugadora de hockey en Santa Bárbara.

## Biografía
En 2000, fue convocada a la selección mayor para competir en el Champions Trophy de ese año, donde Argentina finalizó en la cuarta posición y Maiztegui se destacó convirtiendo incluso un gol. 
Su actuación le valió ser seleccionada para integrar la delegación a los Juegos Olímpicos de Sídney, donde ganó la medalla de plata. En esa ocasión, integró el grupo que decidió adoptar el nombre Las Leonas. Ese año recibió, junto a Las Leonas, el Premio Olimpia de Oro, como las mejores deportistas argentinas del año.
En 2001, ganó el Champions Trophy jugado en Holanda. En 2003, integró el plantel que se consagró campeón sudamericano jugado en Chile.
Laura Maiztegui se ha dedicado también a enseñar hockey y entrenar en las divisiones infantiles.